# Aprender a nadar
Aprender a Nadar é o segundo álbum de estúdio do músico brasileiro Jards Macalé, lançado em 1974.

## Contexto
Em 1974, o cantor voltou à Phillips e gravou seu segundo LP de estúdio, num ambiente marcado pela repressão da ditadura militar. Anos mais tarde, ele recordou o período, contando o episódio que originou o título do álbum: um agente batia na cabeça de Macalé perguntando se ele sabia nadar, para em seguida acrescentar que ele seria levado para um "passeio" na Baía de Guanabara. No dia do lançamento, Jards foi até o cais das barcas que fazem a travessia Rio-Niterói, e lançou um disco na baía. Depois disso, jogou-se no mar, ao som de Mambo da Cantareira, de Gordurinha.
Na faixa que abre o disco, Jards se apresenta: "Meu nome é Jards Anet da Vida. Ou melhor, da Selva. Ou pior, da Silva". E se diz o "faquir da dor”, que ficaria exposto a audição do distinto público. Em seguida, apresenta uma série de músicas sobre a dor das desilusões amorosas, seja nas suas composições próprias (em parceria com Waly Salomão) ou revisitando canções da década de 1950, mostrando o caminho do que poderia ter sido uma evolução alternativa da música brasileira, no lugar da bossa nova.

## Músicos
- Wagner Tiso (arranjos, piano)
- Robertinho Silva (bateria)
- Rubão Sabino (baixo)
- Canhoto (cavaquinho)
- Dino Sete Cordas (violão de sete cordas)
- Tutty Moreno (bateria)
- Meira (violão)
- Carlinhos Pandeiro de Ouro (percussão)[5][2]

## Capa
Jards dedicou o disco a Hélio Oiticica e Lygia Clark, a quem chamava de sua "mãe estética". Num período de intenso envolvimento do cantor com as artes visuais, a capa traz uma caricatura sua, desenhada por Nilo de Paula. Na contracapa, a mesma imagem aparece manchada por um líquido vermelho. O encarte com as letras é apresentado como um filme e ilustrado por fotogramas do filme Kakodddevrydo, de Luiz Carlos Lacerda.

## Faixas
| Faixa | Título                                                           | Compositores                               | Duração |
| ----- | ---------------------------------------------------------------- | ------------------------------------------ | ------- |
| 1     | Jards Anet Da Vida/Dois Corações/No Meio Do Mato/O Faquir Da Dor | Jards Macalé                               | 1:49    |
| 2     | Rua Real Grandeza                                                | Jards Macalé, Waly Salomão                 | 5:34    |
| 3     | Pam Pam Pam                                                      | Paulo da Portela                           | 1:59    |
| 4     | Imagens                                                          | Orestes Barbosa, Valzinho                  | 2:44    |
| 5     | Anjo Exterminado                                                 | Jards Macalé, Waly Salomão                 | 3:03    |
| 6     | Dona De Castelo                                                  | Jards Macalé, Waly Salomão                 | 3:50    |
| 7     | Estatutos Da Gafieira                                            | Billy Blanco                               | 1:43    |
| 8     | Mambo Da Cantareira                                              | Barbosa Da Silva, Eloide Warthon           | 2:30    |
| 9     | E Daí?                                                           | Miguel Gustavo                             | 5:27    |
| 10    | Orora Analfabeta                                                 | Gordurinha, Nascimento Gomes               | 2:41    |
| 11    | Senhor Dos Sábados                                               | Jards Macalé, Waly Salomão                 | 1:49    |
| 12    | Boneca Semiótica                                                 | Chacal, Duda, Jards Macalé, Rogério Duarte | 3:50    |
| 13    | Dois Corações                                                    | Herivelto Martins, Waldemar Gomes          | 0:49    |